# 翔鹤号航空母舰
翔鹤号航空母舰是大日本帝国海军的3万吨级航空母舰。與同級艦瑞鶴共同组成了第五航空战队，同时也是第五航空战队旗舰。在第二次世界大战中被击沉。

## 歷史

### 設計及建造
1936年日本退出第二次伦敦海军条约，1937年日本海军的03造舰补充计划中拨款建造两艘翔鹤级航空母舰，分別為翔鶴號和瑞鶴號 ，並於同年12月12日於橫須賀海軍工廠起造，1939年6月1日下水，1941年8月8日竣工，編入吳鎮守府籍。
翔鹤级是飞龙号航空母舰的扩大改进型。加装防护装甲，飞行甲板长242米，设双层机库，3部升降机，舰上没有装备弹射器，具有日本特色的向下弯曲的横卧式烟囱位于舰体右舷中部。由于先前将岛式舰桥置于舰体左舷的设计并不实用，两舰岛式舰桥统一设在舰体右舷。翔鹤级可称为当时列強中性能最為優越的航空母舰之一，相對於飛龍號不但多攜帶了11架戰機，而炸彈等航空武器載量亦有所增加，共計可攜帶45枚航空魚雷、90枚800公斤炸彈、300枚250公斤炸彈和540枚60公斤炸彈，其母艦功能十分強大。

### 服役
1941年两艘翔鹤级编入第5航空战队，首次作战任务是参加偷袭珍珠港，其所屬的俯衝轟炸機群成功壓制了歐胡島的機場，之后随日本航空舰队向西扫荡南太平洋至印度洋海域。印度洋海戰結束後，第五航空戰隊與南雲機動部隊本隊分道揚鑣，獨自參與珊瑚海戰役。

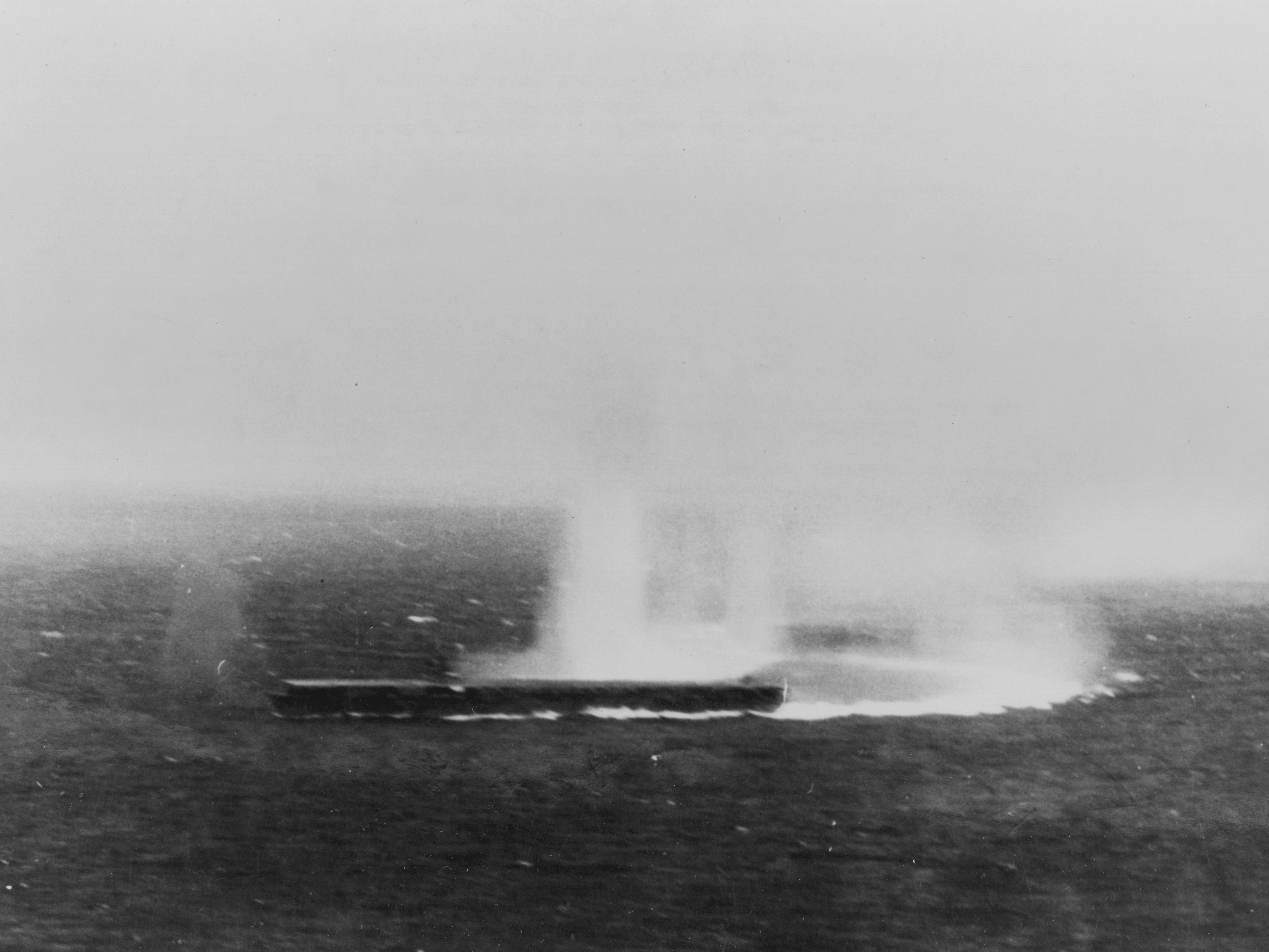
5月8日珊瑚海海战時，約克城號的艦載機攻擊翔鹤號

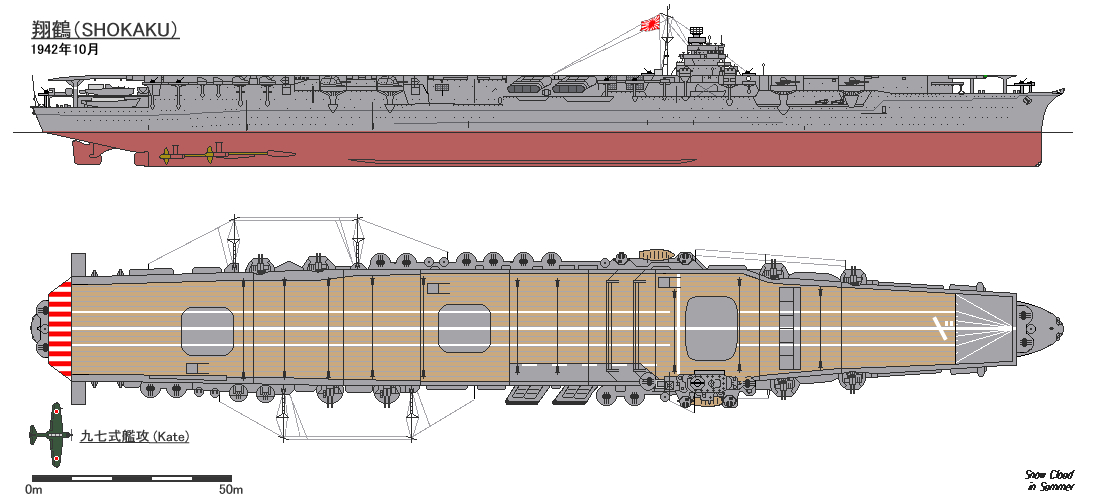
南太平洋海戰時的翔鹤號

1942年5月珊瑚海海战中，“翔鹤”号和“瑞鹤”号舰载机击沉美军“列克星敦”号、重创“约克镇”号航空母舰，然而“翔鹤”号也受损，且與“瑞鹤”号的舰载机均损失过半，必须回国修理。因此两舰没有参加1942年6月的中途岛海战，而由於中途岛海战日本海军一舉损失四艘大型航空母舰（即赤城，加賀，蒼龍，飛龍），故翔鹤级两舰隨之成为日本海军西南太平洋鏖战中的主力。而在中途岛后由于航母的损失，第五航空战队遭到撤裁，两艘翔鹤级转调至第一航空战队。之後接連參加第二次索羅門海戰、南太平洋海戰等，與“瑞凤”号合作击伤美军“企业”号和击毁“大黄蜂”号航空母舰，但“翔鹤”号又再次被美軍艦載機擊中4弹，受损严重，不得不再一次回国大修。
1944年美国海军与日本海军人力、物力的差距开始显现，日本海军形势日益趨於被动。1944年6月菲律賓海戰中，6月19日在對美國航艦部隊發動航空總攻擊後，被美军棘鰭號潛艦所發射的4枚鱼雷同时命中，导致航空燃料气体充满舰内。舰上的损管人员采取了向左舷注水平衡等抢救措施，14时1分，航空燃料气体引发起火爆炸沉没。

## 歴代艦長

### 舾装員長
- 澄川道男 大佐：1940年5月20日 -
- 城島高次（日语：城島高次） 大佐：1940年10月15日 -

### 艦長
- 城島高次 大佐：1941年4月17日 -
- 有馬正文 大佐：1942年5月25日 -
- 岡田為次 大佐：1943年2月16日 -
- 松原博 大佐：1943年11月17日 -

## 同级艦
- 瑞鶴

## 相關条目
- 翔鶴型航空母艦
- 大日本帝國海軍艦艇列表

## 外部連結
- WW2DB: 翔鶴 （页面存档备份，存于） （英文）
- WW2DB: 瑞鶴 （页面存档备份，存于） （英文）